# 查文清
查文清（1849年—1923年），字沛思，晚字退思，號滄珊，浙江杭州府海寧州（今浙江省海寧市）人，晚清政治人物，光绪丙戌進士。

## 生平
光緒十一年（1885年）乙酉科舉人，光緒十二年（1886年）聯捷丙戌科進士。签分知县。授江蘇丹陽縣知縣。光緒十七年（1891年）發生丹陽教案。去職返鄉。

## 家族
查文清是江南科舉望族海寧查氏的最後一位進士。孙金庸，武俠小說作家。

## 著作
鄉居編寫《海宁查氏诗钞》，未能刊行。